# Franciszek Iwanicki
Franciszek Iwanicki (ur. 3 grudnia 1815 na Lubelszczyźnie, zm. 17 maja 1916 we Lwowie) – polski duchowny rzymskokatolicki, dominikanin, uczestnik powstania listopadowego i powstania styczniowego.

## Życiorys
Urodził się 3 grudnia 1815 roku. Pochodził z ziemi lubelskiej. Uczył się w gimnazjum w Warszawie. Jego kształcenie przerwał wybuch powstania listopadowego 1830-1831, w którym brał udział. Uczestniczył w bitwach pod Dębem, pod Grochowem, na Woli. Z okresu powstania wyniósł ranę postrzałową nogi, aczkolwiek odniesioną przypadkowo, a nie w walkach.
Po upadku powstania podjął służbę we władzach powiatowych na Lubelszczyźnie jako aplikant. Odpowiadając na głos powołania zakonnego w 1835 wstąpił do zakonu dominikanów. W 1840 otrzymał sakrament święceń kapłańskich. Posługiwał w Warszawie, a potem w Krasnobrodzie.
Po wybuchu powstania styczniowego w 1863 otrzymał polecenie wykonywania służby kapelana w powiecie janowskim, polegającej na odbieraniu przysiąg oraz udzielania pociechy. Po upadku zrywu niepodległościowego został ostrzeżony przez Polaka służącego w armii rosyjskiej o zamiarze aresztowania go, w związku z czym wyjechał do Galicji pod zaborem austriackim. Tam sekularyzował się, po czym został przyjęty do diecezji lwowskiej przez abp. Franciszka Ksawerego Wierzchleyskiego. Był wikarym w kościele św. Andrzeja Apostoła w Lipsku, a potem w Żniatynie. Następnie, od 1874 do 1913 sprawował stanowisko proboszcza w Wołkowie.
Otrzymał przywilej noszenia Rokiety i Mantoletu. Był honorowym asystentem konsystorza. Został odznaczony Krzyżem Kawalerskim Orderu Franciszka Józefa. Był współpracownikiem „Kurjera Lwowskiego”.
W 1913 ustąpił ze stanowiska proboszcza parafii w Wołkowie i przeszedł w stan spoczynku. Wtedy osiadł w Starym Siole. Podczas I wojny światowej i inwazji rosyjskiej, wojska okupacyjne obrabowały jego majątek na probostwie i zniszczyły jego bibliotekę wraz z pamiątkami i zapiskami z powstania listopadowego. Następnie zamieszkał we Lwowie w kościele oo. Reformatów we Lwowie. Do końca życia był najstarszym prezbiterem jubilatem w całej archidiecezji lwowskiej. Od jesieni 1915 był złożony chorobą reumatyczną. Zmarł 17 maja 1916 we Lwowie. Został pochowany na Cmentarzu Łyczakowskim we Lwowie w kwaterze powstańców 1863/1864 (rząd I).